# Farbmanagement

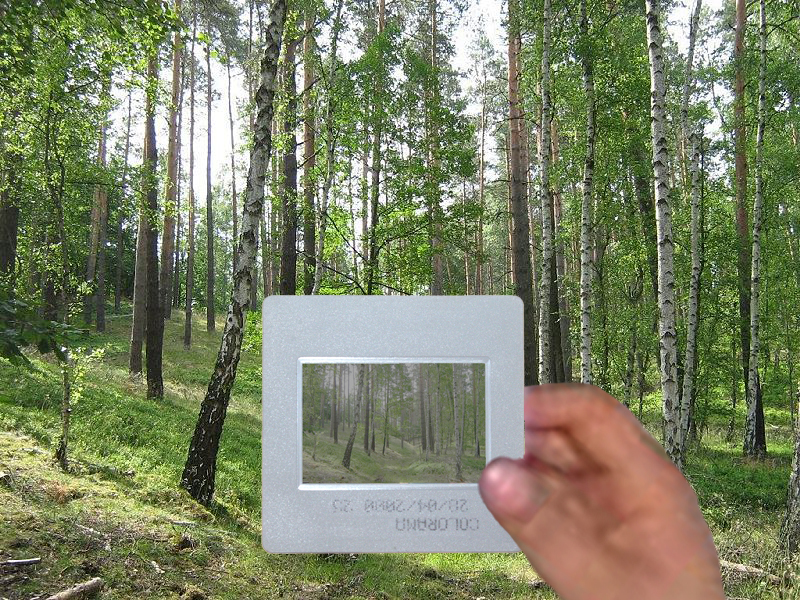
Zwischen der Ein- und Ausgabe eines Bildes besteht immer ein Unterschied

Mit Farbmanagement (englisch colo(u)r management) soll erreicht werden, dass eine Vorlage, die mit einem beliebigen Eingabegerät erfasst wurde, an einem beliebigen Ausgabegerät mit möglichst ähnlichen Farben wiedergegeben wird. Farbmanagement kann allerdings niemals 100 % Übereinstimmung liefern, da kein Gerät den Bereich aller wahrnehmbaren Farben abdeckt.
Das Farbmanagement bezieht sich in der Regel auf Spezifikationen und Normen, die vom International Color Consortium (ICC) herausgegeben wurden.

## Grundlagen
Die Aufgabe eines Farbmanagementsystems besteht darin, bei der Weitergabe von Bildinformationen zwischen Geräten und Programmen diese zu so zu konvertieren, dass in der Verarbeitungskette ein möglichst geringer Verlust der Farbinformation entsteht. Beim Farbmanagement werden folgende Komponenten verwendet:
- Geräteabhängige Farbprofile (englisch Device Connection Space, DCS). Der DCS umfasst den für das Gerät relevanten Ausschnitt der wahrnehmbaren Farben. Farben außerhalb des DCS kann das Gerät nicht verarbeiten. Als Geräteprofil kommen in der Regel ICC-Profile zum Einsatz. Das Geräteprofil beschreibt die Abweichung des Gerätes zum Austausch-Farbraum. Bei der Bildaufnahme wird üblicherweise das Profil des Aufnahmegerätes in die Bilddatei eingebettet. Falls kein Farbprofil eingebettet wird, dann wird bei der Weiterverarbeitung als Farbraum normalerweise sRGB angenommen. Die beteiligten gerätespezifischen Farbräume beruhen häufig auf dem RGB-Farbmodell (für Digitalkameras und Monitore), oder dem CMYK-Farbmodell (für Drucker).
- Geräteunabhängiger Austausch-Farbraum (englisch Profile Connection Space, PCS). Der PCS beruht auf CIELab oder CIEXYZ und kann alle wahrnehmbaren Farben darstellen. Er dient als Bindeglied zwischen den anderen Farbräumen und wird daher manchmal auch als Verbindungs-Farbraum bezeichnet.

Die Umrechnung von einem Geräte-Farbraum in einen Austausch-Farbraum ist verlustfrei, da der Austausch-Farbraum größer ist und den DCS komplett umfasst. Die Umrechnung in die Gegenrichtung ist immer verlustbehaftet, da kein Gerät alle wahrnehmbaren Farben darstellen kann.
In den meisten bildverarbeitenden Anwendungen von Kamera über Mobilgeräte und PC bis Drucker ist ein Farbmanagement aktiv, ohne dass der Benutzer eingreift.
In professionellen Anwendungen, wie in der Druck-, Foto-, Film- und Werbeindustrie, hat der Benutzer Möglichkeiten den Farbmanagementprozess zu optimieren und beispielsweise den Einfluss des Druckerpapiers oder der Betriebsbedingungen der Geräte auf die Farbwiedergabe zu berücksichtigen. Die Nachfrage nach individuelleren Farbmanagement-Lösungen steigt aber nicht nur im professionellen Bereich, sondern auch bei Hobbyfotografen und ambitionierten Amateuren stetig an.

### Beispiel
Ein einfaches Beispiel ist der Ausdruck von farbigen Bildern, die mit einem Farbmanagementsystem auf dem Monitor und auf dem Ausdruck annähernd identisch aussehen sollen. Erklärt wird die typische Verarbeitungskette:
Im Beispiel der Bildverarbeitung wird bei der Bildaufnahme eine Bilddatei z. B. im Format JPEG erzeugt. Das Gerät verwendet dabei sein Geräteprofil, um die aufgenommenen Farben in einen üblichen Farbraum (z. B. sRGB oder AdobeRGB) umzurechnen, bevor es die Bilddatei ausgibt. Die erstellte Datei enthält eine Information über den verwendeten Farbraum.
Wenn das Bild im Computer verwendet wird, dann wird es zuerst verlustfrei in den Austausch-Farbraum umgerechnet. Die Ansteuerung von Geräten erfolgt im Computer mit so genannten Gerätetreibern. Die Treiber-Software kennt das Farbprofil des angeschlossenen Gerätes, wie z. B. Monitor oder Drucker. Das hinterlegte Farbprofil des Druckers gilt für den Fall, dass die Standard-Tinte und ein Standard-Papier verwendet werden. Bei der Druckausgabe wird die Bildinformation optimal umgerechnet, so dass der Benutzer bei einer Standard-Beleuchtung einen möglichst geringen Farbunterschied zum Original wahrnimmt.

### Test der Funktion
In der Praxis bestehen immer wieder Zweifel ob im konkreten Fall das Farbmanagement auch wirklich funktioniert. Das kann man mit geeigneten Test-Dateien, deren Inhalt man kennt, prüfen.
Ein Beispiel von 2023 ist die Verarbeitungskette, wenn eine PDF-Datei innerhalb eines Browsers dargestellt wird. Diese Verarbeitungskette funktioniert im Chrome-Browser nicht. Das Farbmanagement ist in dieser Kombination nicht aktiv, obwohl sowohl PDF und auch Chrome (Version 119.0.6045.199) das Farbmanagement unterstützen.

## Farbprofil
Ein Farbprofil (auch ICC-Profil genannt) beschreibt den erreichbaren Farbraum einer Geräteklasse oder eines speziellen Gerätes. Die spezifischen Eigenschaften der Geräte bezüglich der Farbverarbeitung ergeben sich durch Konstruktionsunterschiede, Produktionsschwankungen, Alterungsprozesse und auch Umgebungsbedingungen.
Ein Farbprofil verleiht den Zahlen des RGB-Formates eine Maßeinheit relativ zum wahrnehmbaren Farbraum. Die RGB-Farbräume sind verschieden groß. Beispiel: Die technisch mögliche Verarbeitung des rötesten, leuchtendsten Rot ist gerätespezifisch. Das Farbprofil definiert geräteunabhängig, wie rot und wie hell ein Farbpunkt (255,0,0) interpretiert werden soll. Anders ausgedrückt: Ein Farbprofil definiert die genaue Position des Farbpunktes (255,0,0) im Raum der wahrnehmbaren Farben. Und das ebenso für einen maximal grünen und blauen Farbpunkt sowie für Zwischentöne und verschiedene Helligkeitsstufen.
Das Standard-Format für Farbprofile wurde vom ICC (englisch International Color Consortium) entwickelt. Die wichtigsten Versionen sind:
- Version 2: 1994 zum ersten Mal publiziert: Diese Version findet sich noch in vielen Anwendungen
- Version 4: 2001 publiziert, seit 2005 ISO-Standard: ISO 15076-1: Das ist die aktuelle Version
- Version iccMAX: 2016 erstmalig publiziert

Jedes im Farbmanagement eingebundene Gerät (Monitor, Digitalkamera, Scanner etc.) benötigt ein eigenes ICC-Profil. Es enthält Übersetzungstabellen oder Berechnungsparameter, anhand derer die Konvertierung der Farbdaten vom bzw. in den PCS (profile connection space, Austausch-Farbraum) erfolgt. Als PCS werden überwiegend CIE XYZ und CIE LAB verwendet.
Die Profilinformationen sind in der Regel in die zu verarbeitenden Dateien eingebunden. ICC-Profile werden durch eine Vielzahl von Datei-Formaten unterstützt, wie z. B.: PDF, DNG, JPEG, PNG, SVG, CSS4.
Hinsichtlich ihres Verwendungszweckes unterscheidet man Eingabeprofile (RGB → PCS), Ausgabeprofile (PCS → RGB oder CMYK) und Devicelink-Profile, die ein direktes Gamut-Mapping ohne den Umweg über einen PCS zwischen zwei CMYK-Farbräumen gestatten.
Hinsichtlich ihres inneren Aufbaues unterscheidet man Matrix-Profile und LUT-Profile (Lookup-Tabelle). Matrix-Profile verwendet man vorzugsweise für Geräte, deren Farbverhalten von relativ wenigen Einflüssen abhängig ist und sich deshalb hinreichend gut z. B. in Form einer 3×3-Umrechnungsmatrix beschreiben lässt. Die Dateigröße von Matrixprofilen ist relativ klein (wenige Kilobyte). LUT-Profile finden für Geräte Anwendung, deren Farbverhalten von vielen Faktoren abhängt und zu komplex ist, als dass es sich über eine einfache Matrix-Transformation hinreichend genau beschreiben ließe. LUT-Profile können bis zu mehrere Megabyte groß sein.
Dabei ist zu berücksichtigen, dass ein Profil immer nur für definierte Betriebsbedingungen des betreffenden Geräts gilt. Wird also zum Beispiel in einem Drucker die Papiersorte gewechselt, so führen dieselben CMYK-Werte zu abweichenden Farben. Ähnliches gilt für Monitore, wenn zum Beispiel am Helligkeitsregler gedreht wird.

## Profilierung und Kalibrierung

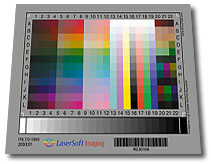
IT8.7/1 Target

Die Erstellung eines gerätespezifischen ICC-Profils wird auch Profilierung genannt. Bei der Profilierung geht es um die Herstellung eines Datensatzes, der durch Software verwendet wird, um mit dem Gerät die Farben bestmöglich aufzuzeichnen oder darzustellen.
Profilierung ist verwandt mit Kalibrieren: Bei der Kalibration geht es im Farbmanagement darum ein Gerät so einzustellen, dass es Farben bestmöglich verarbeiten kann. Der Fokus liegt beim Begriff Kalibration auf dem Gerät und nicht so sehr auf dem dazu erforderlichen Datensatz.
Die meisten farbverarbeitenden Geräte werden bereits bei der Herstellung kalibriert (bzw. eingestellt). Bei dieser Werkseinstellung werden Geräteprofile erstellt und im Gerät hinterlegt. Um den Einfluss der Gerätealterung oder der Umgebungsbedingungen zu berücksichtigen, wird eine regelmäßige Wiederholung der Profilerstellung empfohlen. Das neu erstellte ICC-Profil wird dann an geeigneter Stelle in der Verarbeitungskette verwendet.
Die Profilerstellung für ein Wiedergabegerät (Monitor, Drucker) basiert auf einer Farbmessung (Kolorimeter, Spektralfotometer) des Resultats.
Die Profilerstellung für ein Gerät, das Farbe aufzeichnet (Scanner, Kamera) benötigt Testbilder mit genau bekannten Farben (Target) und eine standardisierte Beleuchtung. Typischerweise werden als Referenz so genannte IT8 Targets verwendet.
IT8 Targets haben 24 Graufelder sowie 264 Farbfelder. Bei der Anwendung des Targets führt jedes Farbfeld zu einem aufgezeichneten RGB-Farbwert (Ist-Wert), der mit dem „wahren“ Farbwert (Soll-Wert) verglichen wird. Der Vergleich erfolgt mit einer Profilierungs-Software. Diese Wertepaare werden im Geräte-Profil als Tabelle hinterlegt (Look-up-table, LUT). Die Tabelle wird durch das Farbmanagement bei der Interpretation der RGB-Daten dieses Gerätes verwendet.

### Scanner
Für die Scanner-Profilierung wird ein IT8.7/2 Target verwendet, das für Aufsicht-Farbscanner definiert ist oder ein IT8.7/1 Target, wenn ein Durchsicht-Farbscanner (z. B. für Dias) verwendet wird.

### Digitalkamera-Profilierung
In diesem Fall wird ein IT8.7/2 Target mit Referenzfarben verwendet, das ohne Reflexionen bei gleichmäßiger standardisierter Beleuchtung fotografiert werden muss. Das erstellte Bild wird in eine Profilierungs-Software geladen, die dann aus Soll- und Ist-Werten ein DCP-Profil (Digital Camera Profile für Adobe Camera RAW/Lightroom und andere DCP-tauglichen RAW-Konverter) oder ein ICC-Profil (z. B. für Capture One) erstellt.
Ein Programm, das Farbmanagement unterstützt, verwendet bei der Bearbeitung eines Bildes dieser Kamera dieses Profil als zusätzliche Information und passt die Farben in der Weiterverarbeitung oder Darstellung entsprechend an.

### Monitore
Zur Monitorprofilerstellung kommen ein Farbmessgerät und eine dazu passende Software zum Einsatz. Das Farbmessgerät ist mit dem Messcomputer und der Software verbunden und wird normalerweise in der Mitte des Monitors positioniert. Nach dem Start des Messlaufes stellt die Software auf dem Monitor nacheinander Farben dar, deren genauer RGB-Wert der Software bekannt ist. Das Farbmessgerät liefert den CIELab-Wert der tatsächlich sichtbaren Farbe an die Software zurück. Nachdem diese Prozedur für eine ausreichende Anzahl RGB-Werte durchlaufen worden ist, kann jedem eingestellten RGB-Farbwert ein dargestellter CIELab-Wert zugeordnet werden.
Beispiel: Die Software stellt ein perfektes Rot = RGB (255,0,0) ein. Das Messgerät liefert zurück, dass der Monitor den Wert CIELab (0.73, 0.26) darstellt.

### Drucker

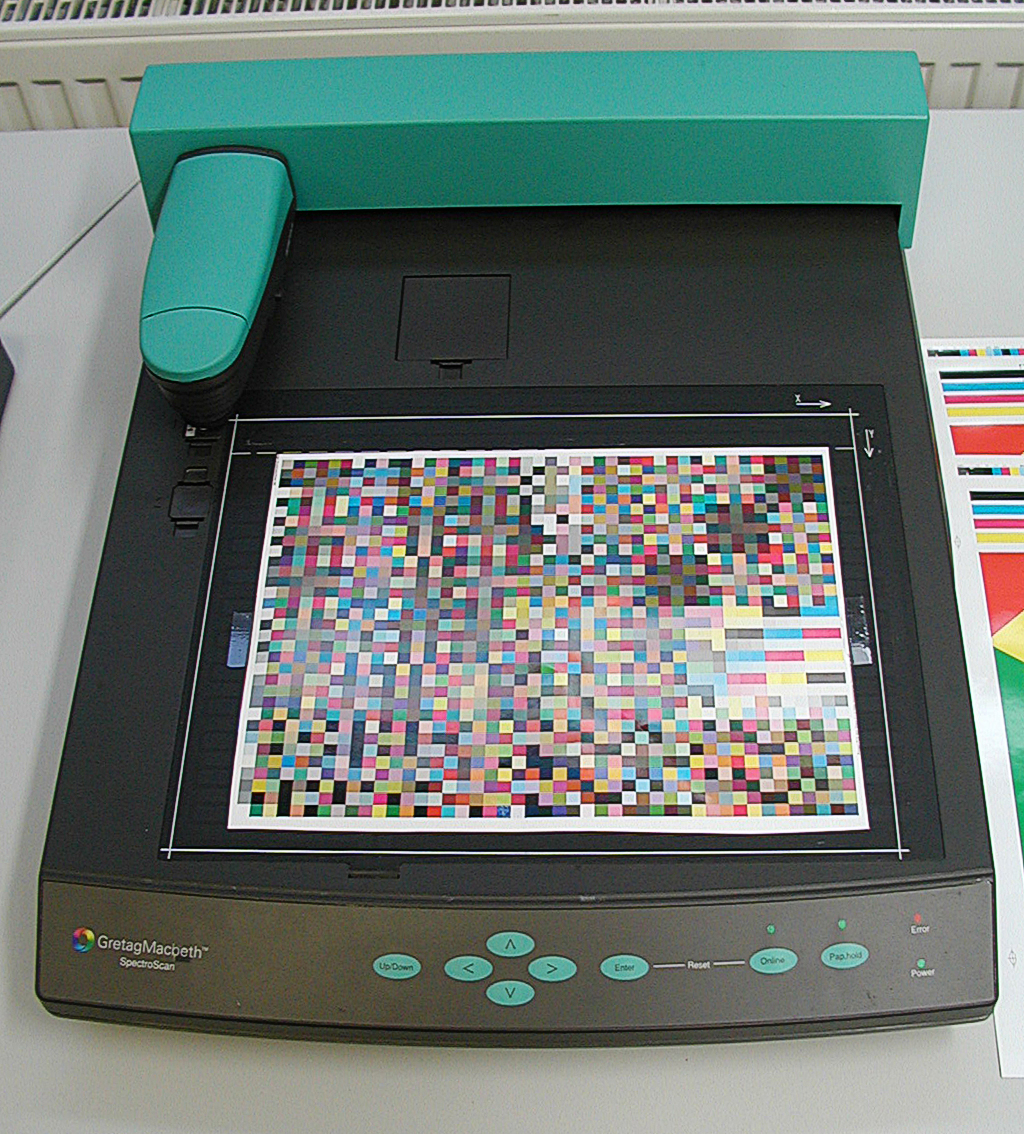
Ein Testchart wird mit einem Spektralfotometer ausgemessen

Auch wenn alle Drucker letztendlich nach dem Prinzip der subtraktiven Farbmischung mit den Druckfarben CMYK und ggf. auch weiteren Farben arbeiten, so präsentiert sich die übergroße Mehrheit der für den Privat- und Office-Bereich vorgesehenen Geräte als RGB-Device gegenüber dem Betriebssystem. Die erforderliche Farbseparation (Umrechnung v. RGB nach CMYK) wird vom Treiber oder der Druckerhardware vorgenommen, ohne dass der Anwender darauf Einfluss hat. Lediglich Drucker für professionelle Zwecke, z. B. Proofsysteme oder Großformatdrucker (meist per Postscript angesteuert) erscheinen am System als echte CMYK-Devices.
Die Erzeugung von ICC-Profilen für Drucker erfolgt, indem man ein Testchart mit vielen Farbfeldern ausdruckt, deren Farbwerte bekannt sind. Anschließend werden die L*a*b*-Werte dieser Farbfelder mit einem Spektralfotometer gemessen. Dadurch wird eine Beziehung zwischen den ausgedruckten RGB- bzw. CMYK-Daten und den sichtbaren CIE-L*a*b*-Farbwerten hergestellt. Es ist also bekannt, welcher Farbeindruck (L*a*b*-Wert) entsteht, wenn eine bestimmte Tinten- oder Toner-Kombination auf diesem Drucker ausgegeben wird. In einem Profilerstellungsprogramm werden die gemessenen Daten in eine Form gebracht, die der Spezifikation des ICC (International Color Consortium) entspricht. Es entstehen standardisierte Tabellen, die eine Umrechnung von RGB bzw. CMYK in den PCS (CIELAB oder XYZ) und umgekehrt erlauben.
Zu beachten ist, dass man für jede Tinten/Toner- und Papierkombination ein eigenes Profil erstellen muss, um berechenbare und korrekte Druckergebnisse zu erhalten. Andernfalls kann es zu Farbabweichungen bzw. Farbstichen kommen.
Eine zweite Möglichkeit zur Drucker-Profilierung bietet die Software höherwertiger Scanner von verschiedenen Herstellern mittels einer Standardprofilierung. So ist, ein vorhandener Scanner vorausgesetzt, keine zusätzliche Hardware erforderlich, um eine ICC-Profilierung des Druckers vorzunehmen.

## Farb-Umrechnung
Die Umrechnung von einem Quell-Farbraum in einen Zielfarbraum (en: Gamut mapping) erfolgt durch das Farbmanagement und erfordert, dass die entsprechenden Farb-Profile bzw. Farbräume definiert sind. Oft finden mehrere Umrechnungen in Folge statt: Beispielsweise wenn die RGB-Daten eines Bildes zuerst in den Austausch-Farbraum (CIELab) und dann in CMYK-Werte für das Ausgabegerät umgerechnet werden.
Bei der Umrechnung ist zu beachten:
- Quell- und Ziel-Farbraum sind verschieden groß
- Möglicherweise ist im Ziel-Farbraum ein anderer Weißpunkt gewünscht
- Die geeignete Umrechnung der Helligkeitswerte ist eine zusätzliche Herausforderung
- Der Schwarzpunkt ist üblicherweise ebenfalls unterschiedlich zwischen Quelle und Ziel.

Das bedeutet: Bei der Umrechnung der Bild-Daten in einen anderen Farbraum müssen Kompromisse eingegangen werden. Man muss vor der Umrechnung über folgende Punkte Entscheidungen treffen.
- Wahl der Strategie, wie mit Farben außerhalb des Zielfarbraums umgegangen werden soll
- Wahl der Farbtemperatur des Weißpunktes und seiner Helligkeit bei der Ausgabe
- Wahl des Schwarzpunktes bei der Ausgabe (von Adobe „Tiefenkompensation“[6][7] genannt)

Oft sind für diese Entscheidungen in der Gerätetreiber-Software des Computers geeignete Voreinstellungen aktiv. Professionelle oder ambitionierte Nutzer müssen sich über diese Punkte jedoch Gedanken machen.

### Vergleich der Farbräume und Softproof
Der erste Schritt für anspruchsvolle Benutzer eines Farbmanagements ist der Vergleich von Quell- und Zielfarbraum. Häufig ist der Zielfarbraum (z. B. Drucker) kleiner als der Quell-Farbraum (Monitor). In diesem Fall ist es möglich durch einen sogenannten Softproof die Wirkung der Farb-Umrechnung am Monitor zu simulieren. Man benötigt dazu das ICC-Profil des Druckers, das auch von der eingesetzten Papiersorte abhängig ist. Mit diesem Profil wird der dargestellte Farbraum am Bildschirm per Software entsprechend eingeschränkt, um so schon vorab das zu erwartende Druckergebnis zu sehen.

### Strategien bei der Umrechnung
Die ICC definiert vier verschiedene Umrechnungsmethoden, so genannte rendering intents (de: Wiedergabe-Absicht). Jede der Methoden führt zu einem anderen Kompromiss (mit anderen Prioritäten) bei der Umrechnung. Die Methoden sind:
- Relativ farbmetrisch: Der Farbton bleibt bei der Umrechnung erhalten. Alle Farben im Quellfarbraum, die sich außerhalb des Zielfarbraums befinden, werden auf die Umrandung des Zielfarbraums verschoben. Andere Farben werden 1:1 in den Zielfarbraum abgebildet. Der Gamut des Quellfarbraums wird also beschnitten (en: Gamut clipping). Der Beschnitt kann bei manchen Motiven dazu führen, dass Bereiche im Bild zu einer unstrukturierten Fläche werden. Außerdem wird die Farbtemperatur an den neuen Farbraum angepasst, d. h. der Weißpunkt wird gegebenenfalls verschoben. Bei der Umrechnung von einem kleineren in einen größeren Farbraum erhält diese Methode den ursprünglichen Farbeindruck.
- Absolut farbmetrisch: Wie „Relativ farbmetrisch“. Die Farbtemperatur wird nicht an den neuen Farbraum angepasst.
- Perzeptiv, wahrnehmungsorientiert: Der Wahrnehmungsunterschied zwischen benachbarten Bildpunkten bleibt erhalten. Der größere Quell-Farbraum wird in den kleineren Ziel-Farbraum so komprimiert, dass der Gesamteindruck des Bildes inklusive Strukturen möglichst erhalten bleibt. Durch die Schrumpfung des Quell-Farbraums bewegen sich alle Farbörter auf den Weißpunkt zu. Dadurch wirken Farben im Zielfarbraum oft etwas flauer (ungesättigter) als ursprünglich. Bei der Umrechnung von einem kleineren in einen größeren Farbraum, wird der größere Farbraum nach Möglichkeit ausgenützt. Die Sättigung steigt.
- Sättigung: Ähnlich wie die Methode „Perzeptiv“. Es wird zwar versucht eine möglichst ähnliche Farbwahrnehmung zu erreichen, aber die Priorität liegt dabei auf der Sättigung. Die Farben werden lebendiger, der Farbton kann sich jedoch ändern. Diese Option wird manchmal für Informationsgrafiken empfohlen.